# Carlos García Vallejo
Carlos García Vallejo (25 de gener de 1892 - 3 de febrer de 1949) va ser un militar espanyol que va participar en la Guerra civil espanyola. Després de l'esclat de la contesa es va mantenir fidel a la República i va manar diverses unitats militars de forma destacada.

## Biografia

### Carrera militar
Va néixer a Madrid en 1892. Va ingressar a l'Exèrcit en 1906. El setembre de 1914 ja ostentava el rang de capità per mèrits de guerra. Posteriorment va estar destinat al Nord d'Àfrica, en el Grup de Forces Regulars Indígenes de Larraix (1918). Tornaria a la península, on va estar destinat en el Regiment d'Infanteria Tetuan núm. 45 entre 1918 i 1928. Entre 1931 i 1932 va estar destinat a la Guinea Espanyola, sent el segon cap de la Guàrdia Colonial. En 1933 va ser destinat a Lleó, al Regiment d'Infanteria núm. 36; a l'any següent va intervenir en les operacions militars a Astúries, després de l'esclat de la revolució asturiana. En 1935 va ser posat al comandament d'un batalló de metralladores i destinat a Ciutadella de Menorca.

### Guerra Civil
Al començament de la Guerra civil es trobava destinat a Castelló de la Plana, en el Batalló de Metralladores núm. 3. Alguns autors han considerat que García Vallejo va ser en realitat un «lleial geogràfic», és a dir, que es va mantenir lleial a la República per haver quedat en zona republicana. No obstant això, durant la contesa va manar importants unitats militars i es va mantenir fidel a la República. Poc després del començament de la contesa va ser enviat amb la seva unitat cap a Andalusia. A la fi d'agost, durant l'ofensiva de Còrdova la seva columna va romandre en reserva en la rereguarda, amb la missió de donar suport a l'avanç de la Columna Balibrea a Puente Mocho.
A l'octubre va ser nomenat cap del Subsector d'Andújar, al capdavant del qual va aconseguir resistir la posterior ofensiva franquista de finals any. Com a cap del subsector també va tenir al seu càrrec el Setge del Santuari de la Mare de Déu de la Cabeza. Al març de 1937 va ser nomenat comandant de la 92a Brigada Mixta, que es va formar a partir de les antigues forces que havien estat al seu comandament. El 3 d'abril es va produir una important reorganització en el si de l'Exèrcit Republicà i García Vallejo es va fer càrrec de la 20a Divisió, formada amb les brigades mixtes 52a, 89a i 92a, i amb la seva caserna general a Andújar. Per a llavors ja ostentava el rang de Tinent coronel. Les operacions contra el Santuari es van prolongar fins a maig de 1937, iva haver de destinar per al seu assalt les brigades mixtes 16a, 82a, 91a i 115a; després de sostenir forts combats amb els defensors, els republicans van aconseguir rendir el Santuari l'1 de maig.
El 3 de juny va ser nomenat comandant del IX Cos d'Exèrcit, amb la seva caserna general a Úbeda. A la fi d'any es va traslladar a Castelló, per malaltia. En la primavera de 1938, trobant-se en Llevant, se li va encarregar l'establiment d'una línia defensiva prop d'Albocàsser. En aquest moment les forces franquistes havien llançat una potent ofensiva que pretenia conquistar València. El 5 de maig de 1938 va ser nomenat comandant del nou del nou XVII Cos d'Exèrcit, prenent part activa en l'eix defensiu republicà enfront de l'ofensiva franquista. A la fi de juny la pressió franquista el va obligar a retirar-se a la línia XYZ, on va aconseguir resistir nombrosos assalts enemics fins a finals de juliol. A l'agost el XVII Cos va passar a la reserva, quedant situat en l'àrea d'Utiel-Requena.
El 26 de novembre de 1938 va ser ascendit al rang de coronel. A la tardor García Vallejo i el seu XVII Cos d'Exèrcit van ser enviats al capdavant d'Andalusia, on van quedar situats en la reserva. Al començament de 1939 va ser enviat a la zona de Hinojosa del Duque, des de la qual va intervenir en l'Ofensiva de Valsequillo-Peñarroya, sense gaire èxit.

### Postguerra
Al final de la contesa va ser fet presoner per les forces franquistes i internat en el Camp de Concentració de Santa María de Huerta (Sòria). Posteriorment passaria per diverses presons militars. En 1942 va ser jutjat en consell de guerra, durant el qual el fiscal va demanar la pena de mort per García Vallejo. Finalment va ser condemnat a trenta anys de presó pel delicte d'«adhesió a la rebel·lió» i va ser expulsat de l'Exèrcit. El 16 de gener de 1946 va ser indultat i posat en llibertat uns dies després. Va morir en 1949.

## Família
Va contreure matrimoni amb Carmen Gil Montaner.